# Paragathotanais macrocephalus
Paragathotanais macrocephalus is een naaldkreeftjessoort uit de familie van de Agathotanaidae. De wetenschappelijke naam van de soort is voor het eerst geldig gepubliceerd in 1986 door Kudinova-Pasternak.